# 50 Ways to Leave Your Lover (Paul Simon)
50 Ways to Leave Your Lover is een lied van de Amerikaanse singer-songwriter Paul Simon. Het was de tweede single van zijn vierde studioalbum Still Crazy After All These Years uit 1975, uitgegeven door Columbia Records. De achtergrondzang op deze single is van Patti Austin, Valerie Simpson en Phoebe Snow. Steve Gadd tekende voor de herkenbare drumriff.

## Hitnotering
50 Ways werd uitgebracht in december 1975 en bereikte de hitparades in het nieuwe jaar. Het werd Simons enige nummer 1-hit (drie weken) in de Billboard Hot 100 in de Verenigde Staten en bleef zeventien weken in de hitlijst staan. De single werd goud in de Verenigde Staten, wat betekent dat er meer dan 1 miljoen exemplaren verkocht werden. Het was tevens Simons hoogste notering in Frankrijk, waar het nummer een tweede plaats bereikte. In de UK Singles Chart kwam het in zes weken niet verder dan een drieëntwintigste plaats. Verder was het een top 20-hit in Canada en Nieuw-Zeeland. Het nummer wist geen notering te bemachtigen in de Nederlandse Top 40, de Nederlandse Daverende 30, de Belgische BRT Top 30 en de Vlaamse Ultratop 30 en eventuele voorlopers daarvan.

### NPO Radio 2 Top 2000
| Nummer met noteringen in de NPO Radio 2 Top 2000 | '99 | '00 | '01 | '02  | '03  | '04 | '05  | '06  | '07  | '08  | '09  | '10  | '11  | '12 | '13 | '14  | '15  | '16 | '17  | '18  | '19  | '20  | '21  | '22  | '23  | '24  |
| ------------------------------------------------ | --- | --- | --- | ---- | ---- | --- | ---- | ---- | ---- | ---- | ---- | ---- | ---- | --- | --- | ---- | ---- | --- | ---- | ---- | ---- | ---- | ---- | ---- | ---- | ---- |
| 50 Ways to Leave Your Lover                      | 836 | -   | 617 | 1014 | 1043 | 985 | 1263 | 1202 | 1159 | 1135 | 1201 | 1070 | 1223 | 752 | 910 | 1171 | 1235 | 990 | 1049 | 1177 | 1220 | 1111 | 1050 | 1295 | 1280 | 1183 |

1. ↑  Een '-' betekent dat het nummer niet was genoteerd en een vetgedrukt getal geeft de hoogste notering aan.

## Cover
Michel Delpech heeft het nummer in 1979 in een Franse versie uitgebracht, als Trente manières de quitter une fille. Dit nummer verscheen op het album 5000 kilomètres en daarna op single.

## Trivia
Hoewel de song gaat over 50 manieren om het uit te maken, worden er maar 5 echt benoemd. 